# Ripella
Ripella – rodzaj ameb należących do supergrupy Amoebozoa w klasyfikacji Cavaliera-Smitha.
Należą tutaj następujące gatunki:
- Ripella platypodia (Glaeser, 1912) - jedyny gatunek posiadający nazwę[1]
- 5 wyizolowanych lecz nie nazwanych jeszcze gatunków[1]